# Giorgio Treves de' Bonfili
(Giorgio Treves de' Bonfili)
Giorgio Treves de' Bonfili (Padova, 4 aprile 1884 – Borgo Valsugana, 24 luglio 1964) è stato un calciatore, allenatore di calcio e dirigente sportivo italiano, cofondatore, primo presidente, primo allenatore nonché attaccante del Padova.

## Carriera

Formazione del Padova annata 1910-1911. Con il numero 8, il fondatore e presidente della squadra Giorgio Treves de' Bonfili.

Il 29 gennaio 1910 fonda insieme a cinquanta soci l'Associazione Calcio Padova nella sede della Rari Nantes Patavium, nell'odierna Piazzetta della Garzeria, scegliendo subito il bianco e il rosso come propri colori sociali, nonché colori della città di Padova come detto nell'articolo 4 dell'atto costitutivo. Dopo l'approvazione dello statuto, è nominato primo presidente della squadra biancoscudata, all'età di soli 25 anni, insieme al vicepresidente Giuseppe Corradi. Il 20 febbraio successivo, a nemmeno un mese dalla nascita, organizzò l'esordio del Padova in amichevole facendo il suo esordio contro l'Hellas con un pareggio a reti bianche sul campo "Giovan Battista Belzoni", l'odierno Walter Petron. Sotto la sua guida, il Padova disputa complessivamente due partite nel Campionato Regionale del Veneto contro il Vicenza e due partite nella Coppa Esposizione, conclusa al secondo posto contro Milan e Vicenza.
Laureato in ingegneria, aveva il titolo nobiliare di barone.